# ホンダ・NSX
NSX（エヌエスエックス）は、本田技研工業（ホンダ、Honda）が生産・販売していた2シーターのミッドシップスポーツカーである。

## 概要
キャッチコピーは「our dreams come true」、「緊張ではない、解放するスポーツだ」。
車名はホンダの新しいスポーツカー、「ニュー」「スポーツカー」と未知数を表す「X」を合成させたNew SportsCar Xの略である。
もともとは第2期F1参戦を機に「世界に通用するHondaの顔を持ちたい」との願いから開発された車であり、バブル景気絶頂期の1989年に発表、翌1990年9月14日の販売開始から2006年1月末までの16年間、フルモデルチェンジを行うことなく製造され、2005年12月まで販売された。
価格は販売当初、1グレードのみの800万円（AT仕様は60万円高）に始まり、車両の改良や装備の追加などによる値上がりとカスタムオーダープランへの対応で900万 - 1500万円台にもなった。なお、この15年間は当時のスポーツカーの新車価格では日本車最高額だった。ホンダにおけるフラッグシップの役割を担っていたが、生産終了以降はレジェンドにその座を譲った。
エンジンを運転席後方に搭載し後輪を駆動するミッドシップエンジン・リアドライブ方式 (MR) を採用し、市販自動車としては世界初の「オールアルミモノコック・ボディー」を採用した。1990年にはこのボディ構造が、社団法人自動車技術会の「日本の自動車技術180選」の「車体」部門で「剛性解析により理想的な高剛性設計とした」として選出されている。その特殊性から、工場に発電所を併設したり、大工場での産業用ロボットによる流れ作業製作ではなく、エンジンと同様に車両の生産は全て手作業で行っていた。このような特色と価格帯から、日本車では数少ないスーパーカーとも評される。日本での販売店はベルノ店。
日本国外ではホンダブランドのほか、北米ではホンダの高級車チャンネルのアキュラブランドから日本名と同じ「NSX」の名前で販売された。欧米で2006年から始まる燃費・排ガス環境規制への対応が難しいため、欧州向けは2005年9月末、北米向けは同年12月末、国内向けは2005年をもって生産終了となった。

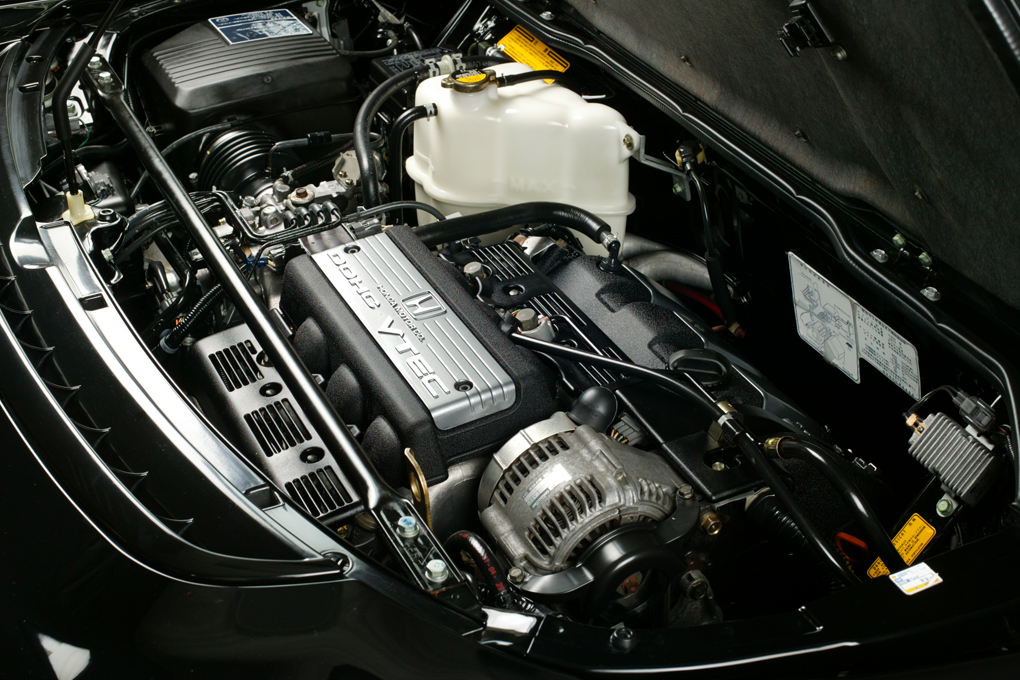
C30A型エンジン
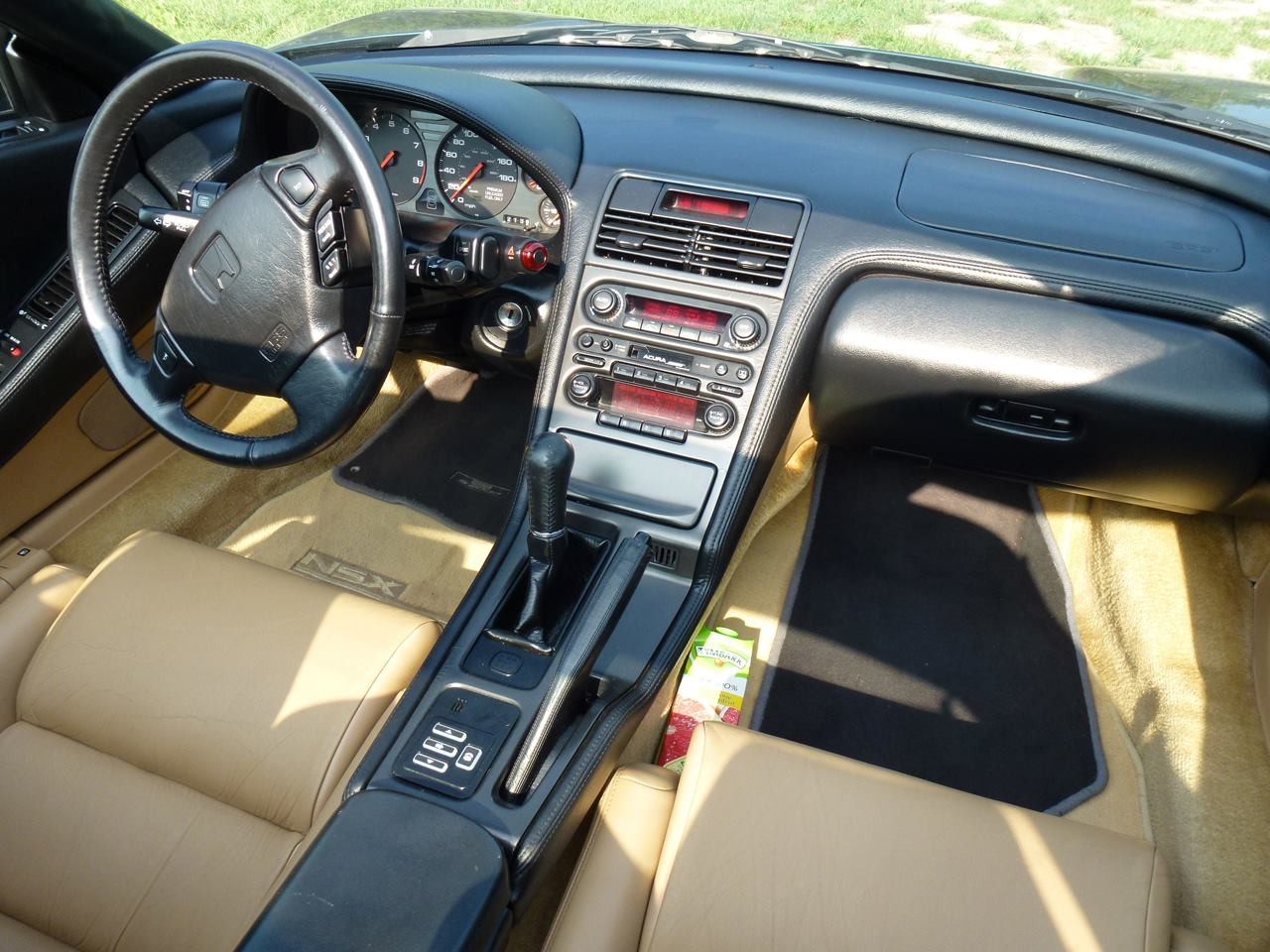
運転席
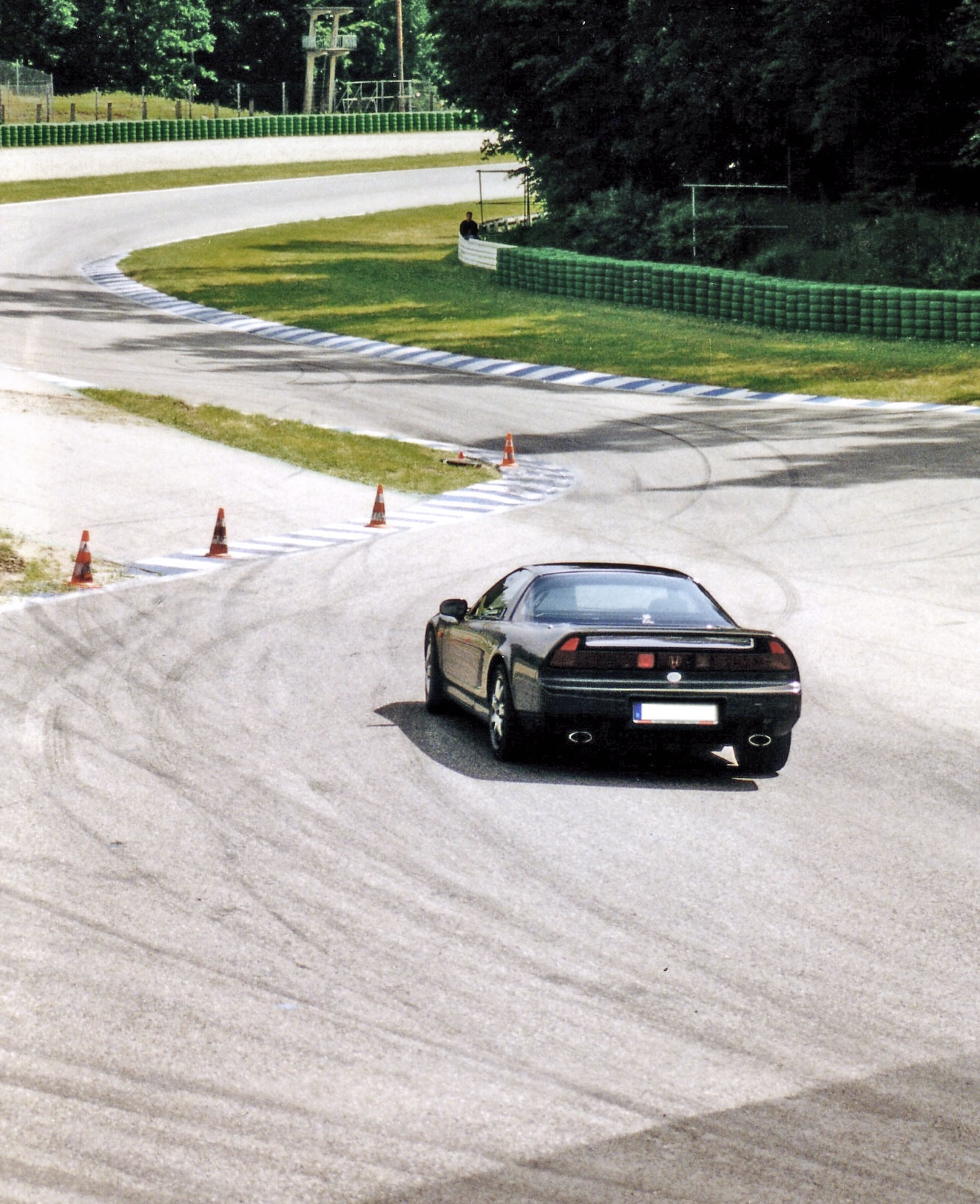
ホッケンハイムリンクを走るNSX

## 開発経緯

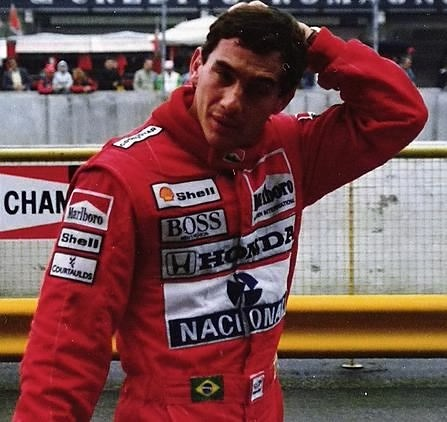
開発に関わったアイルトン・セナ

1984年、前年からF1エンジン製造者として参戦していたホンダは、得意分野である前輪駆動とは異なる駆動方式を本田技術研究所の研究の元で何とか市販化できないかと模索していた。3月頃F1参戦への祝賀会及び決起会を開催した際に、当時業界関係者として参加者であったモータージャーナリスト・元レーシングドライバー黒澤元治が当時取締役常務の川本信彦に助言したことが車両開発の契機となる。その後黒澤は開発ドライバーを担当する。
「世界最高峰の技術を投入したハイパフォーマンススポーツ」を目標理念として、上原繁を開発責任者に据え開発に着手。操縦安定性を専門に研究していた上原の意向・当時タイヤ開発も兼任していた黒澤のタイヤマッチングとハンドリングドライバビリティーの両立にこだわった車を目指すべきという意向から、F1技術の応用としてミッドシップ・リアドライブ（MR）方式と軽量なオールアルミボディの採用など、当時の革新的な技術が開発・採用されるに至った。
開発にあたっては高級・高性能なスポーツカーが比較対象になったが、特にフェラーリのV型8気筒モデル「328」を越える走行性能を目指して開発され、個体性能差が大きかった328をデータ取りのために何台も購入したといわれている。開発段階からアイルトン・セナや中嶋悟など、当時ホンダがエンジンを供給していたF1チームのドライバーが1日のみ走行テストに参加した。車両をテストした彼らからボディ剛性の低さを指摘されたため、過酷なコースレイアウトで有名なドイツのニュルブルクリンクなどでの走行テストを繰り返し実施したとも言われている。当時ニュルブルクリンクでの走行テストは、テスト車両のみを持ち込み走り込むというものが主流である中で、サーキットに程近いミューレンバッハ村にテスト基地を建設し、8か月（冬季は封鎖）にわたり走行テストを繰り返すという姿勢で開発に臨んだ。その結果、世界初のオールアルミ製軽量高剛性ボディが完成した。
搭載するエンジンはさまざまな案が提案され、当初は軽量スポーツカーのパッケージング案から、2.0 Lの直列4気筒エンジンが搭載される予定だった。しかし、社内事情やアメリカ市場を見据えたリサーチなどから、レジェンドのC27A型エンジンをベースにした3.0 L・V6 SOHC (250 PS / 6,800 rpm) を搭載する計画に変更された。さらには同社B型エンジンに追加された新機構のVTECに対する市場の好評を受け、DOHC VTEC化がなされた。DOHC化によりシリンダーヘッドが大きくなることから、ホイールベースの延長を余儀なくされたが、エンジンを傾斜させて全長を30 mm延長することで対処している。

## 設計思想
外見の特徴であるリアオーバーハングの長さの理由は2つあり、ひとつはマフラーをエンジンルームから遠ざけ、ルーム内の温度上昇を防ぎエンジン補機類の寿命を延長すること、もうひとつは空力性能の向上による高速走行時の安定性向上のためである。副次的作用として、オプションの専用ゴルフバッグや交換したタイヤが搭載可能なトランクが用意され、マフラーからの熱は受けるもののスペシャルティカーとしても高い実用性を有している。
当時のスーパースポーツの多くは「車中心」の設計思想が主流で、運転姿勢や快適装備などでドライバーに負担を強いる部分が多数あったのに対し、NSXではそれを考慮して「ドライバー中心」のスポーツカーとすることを目標とした。
例えばスタイリング上の特徴に、F-16戦闘機のキャノピーをモチーフとしたフロントウィンドウがあり、従来のスーパーカーと比較して運転席からの視界は良好なものとなっている。実際に運転席からの水平方向の視界は311.8度ある。

## 型式 NA1/2型（1990年 - 2005年）
販売時期とヘッドライト形状および排気量の関係は以下の通り。
| 販売時期                         | ヘッドライト形状 | MT車            | AT車            |
| -------------------------------- | ---------------- | --------------- | --------------- |
| 1990年9月 - 1997年2月 （I型）    | リトラクタブル   | 3.0 L （NA1型） | 3.0 L （NA1型） |
| 1997年2月 - 1999年9月 （II型）   | リトラクタブル   | 3.2 L （NA2型） | 3.0 L （NA1型） |
| 1999年9月 - 2001年12月 （III型） | リトラクタブル   | 3.2 L （NA2型） | 3.0 L （NA1型） |
| 2001年12月 - 2005年12月 （IV型） | 固定式           | 3.2 L （NA2型） | 3.0 L （NA1型） |

1989年
プロトタイプを発表。車名はNS-Xと、SとXの間にハイフンが入っていた。エンジンには同社のセダンであるレジェンドに搭載していたV型6気筒SOHCエンジンを改良したものを搭載していた。
1990年9月13日
市販モデルを正式発表（発売は翌14日）。
1992年11月27日
「タイプR」グレードを追加。略称は「NSX-R」。エンジンは標準車と同じC30A型であるが、クランクシャフトのバランス精度や、ピストン及びコネクティングロッドの重量精度をより向上させ、レスポンスの向上が図られている。内部は約120 kgの軽量化（遮音材や快適装備の削減、バンパーおよびドアビームのアルミ化、エンジンメンテナンスリッドのアルミメッシュ化、レカロ製フルバケットシート、モモ製ステアリング、チタン製シフトノブ 等）が行われており、ヨー慣性モーメントの低減や重心高の低下が図られ、サスペンションセッティングもサーキット走行を視野に入れた造りである。生産期間は約3年間だった。最終的に480台が登録された。
1993年2月
助手席エアバッグ、シートベルトプリテンショナーおよび電動パワーステアリング（5速マニュアル車のみ）がオプション設定された。
1994年2月
マイナーチェンジ。45/40扁平タイヤがオプション設定される。
1995年3月8日
マイナーチェンジ（発売は翌9日）。ドライブ・バイ・ワイヤ (DBW) やAT仕様車にFマチック（ステアリングコラムのスイッチによるマニュアルシフト）が追加された。また、オープントップ（タルガトップ）仕様の「タイプT」が追加された。
1997年2月6日
マイナーチェンジによって平成12年排出ガス規制に適合した。外観上は大きな変更はないが、MT仕様車のエンジンが新たに3.2 LのC32B型に変更されたのと同時に、トランスミッションは6速MTとなった。AT仕様車に関してはトルクコンバーターの対応出力の都合により、3.2 L化が見送られている。
MT仕様にスポーツグレードの「タイプS」、「タイプS-Zero」を新たに設定。「タイプS-Zero」は従来の「タイプR」に相当するものの、開発LPLを務めた上原繁によれば「さらにタイプRが持っている色気を無くしてハードにした」モデルとなる。
1999年9月21日
マイナーチェンジによってエンジンがさらに低公害化され、2000年4月に平成12年基準排出ガス50%低減の「優－低排出ガス」車に認定された。この型からABSユニットの見直しが行われ、小型軽量、かつより緻密な制御の可能なものが採用された。
2001年12月6日
マイナーチェンジ。外観を中心に大きく変更がなされ、衝突安全性および空力面の向上やフロントの重量軽減を目的に、ヘッドライトを固定式に変更する。この他にもフロントボンネット、フェンダー、サイドスカート、リア回り等が新たに改良された。
2002年5月23日
「NSXタイプR」を発売。2001年東京モーターショーで公開された「NSX-Rコンセプト」が元となる。標準車からの変更項目は基本的にI型と同様であるが、新たに空力性能向上（エア・アウトレット付きボンネット、フロント・アンダーカバー、リア・ディフューザー、大型リア・スポイラー）による操縦安定性の向上が図られた。さらに、ボンネットやリア・スポイラーの素材をCFRPとし、軽量化もより進められた。これにより、市販車で初となるマイナスリフトを実現している。同時に「タイプS-Zero」は廃止。
2003年10月23日
マイナーチェンジ。CDチェンジャー（タイプRを除く）およびイモビライザー（全車）が標準装備化されるとともに、平成17年排出ガス規制に適合。形式記号がLA-NA#からABA-NA#に変更されている。
2005年2月22日
特別仕様車「NSXタイプR GT」（型式：ABA-NA2）を発表。同年3月22日までの1か月間限定で、SUPER GT参加のホモロゲーション取得用に5台限定で販売され、価格は5000万円であった。相違点はCFRP製エアロバンパーなど外観のみで、エンジン等の仕様は変更されていない。なお、実際に販売されたのは1台のみで、その購入者は当時DHC会長を務めていた吉田嘉明であった。
2005年12月26日
2006年に欧米で始まる最新の燃費・排ガス環境規制に対応できないため、生産終了。

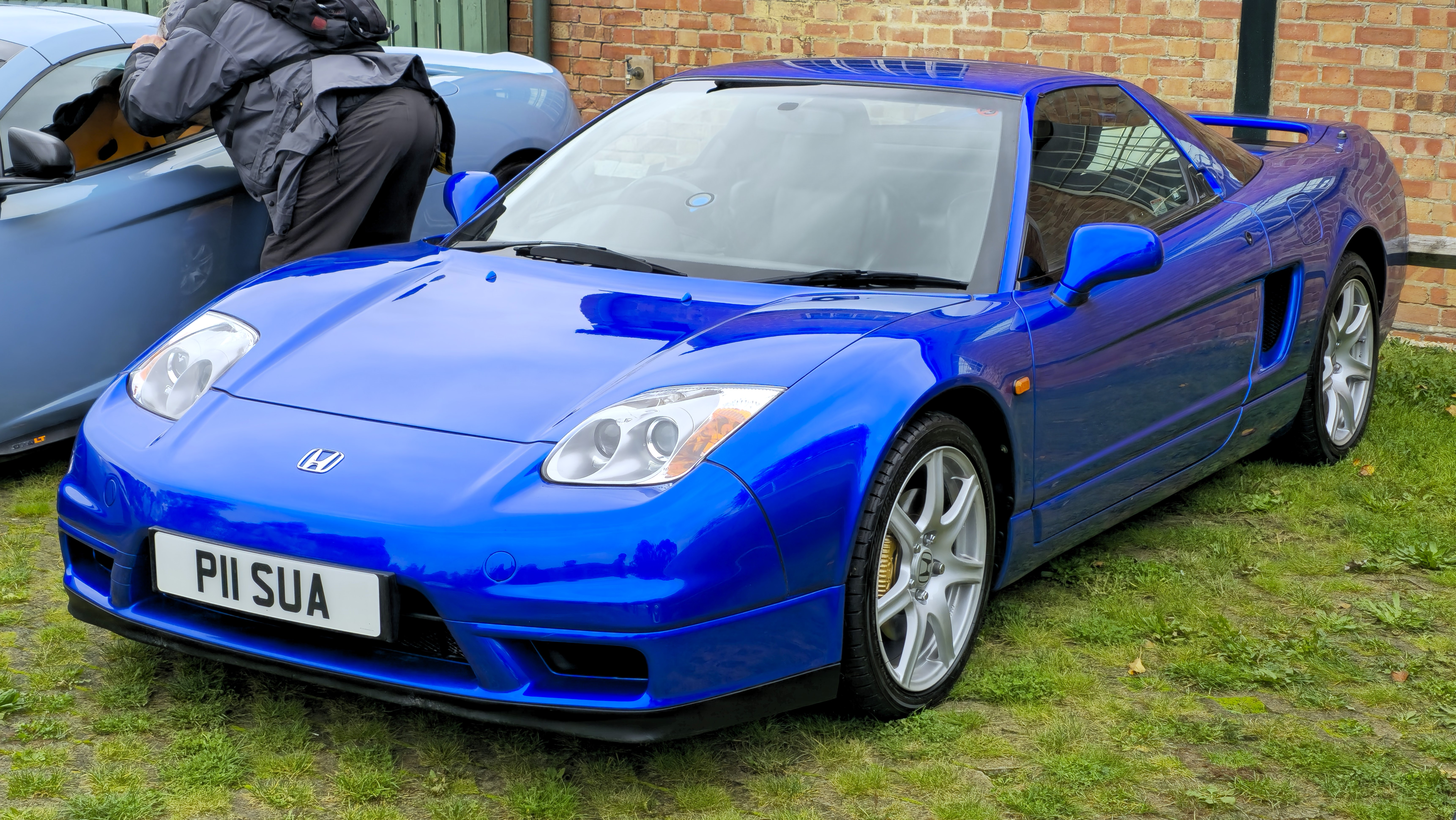
NSX（2005年モデル）
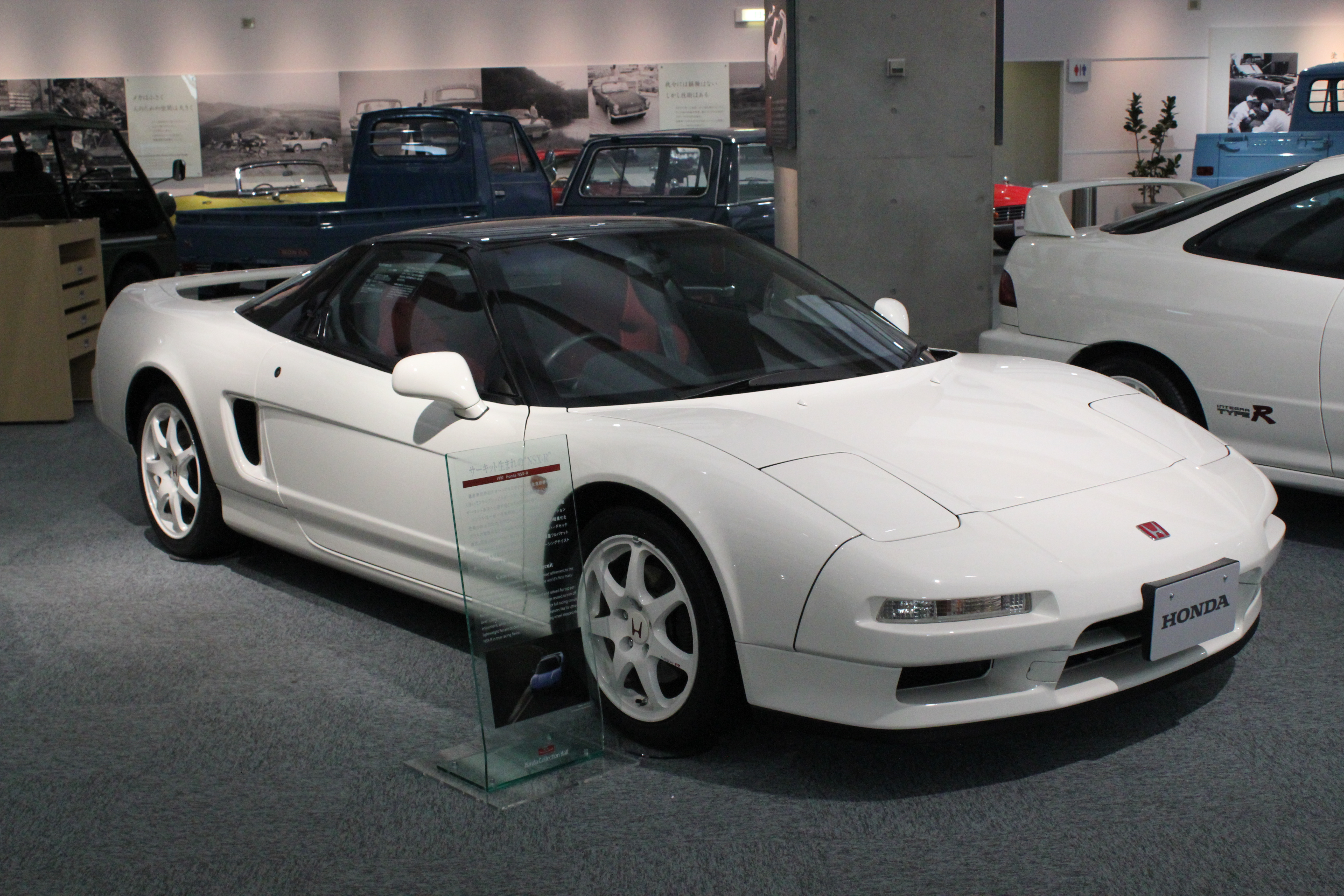
NSXタイプR（1992年モデル）
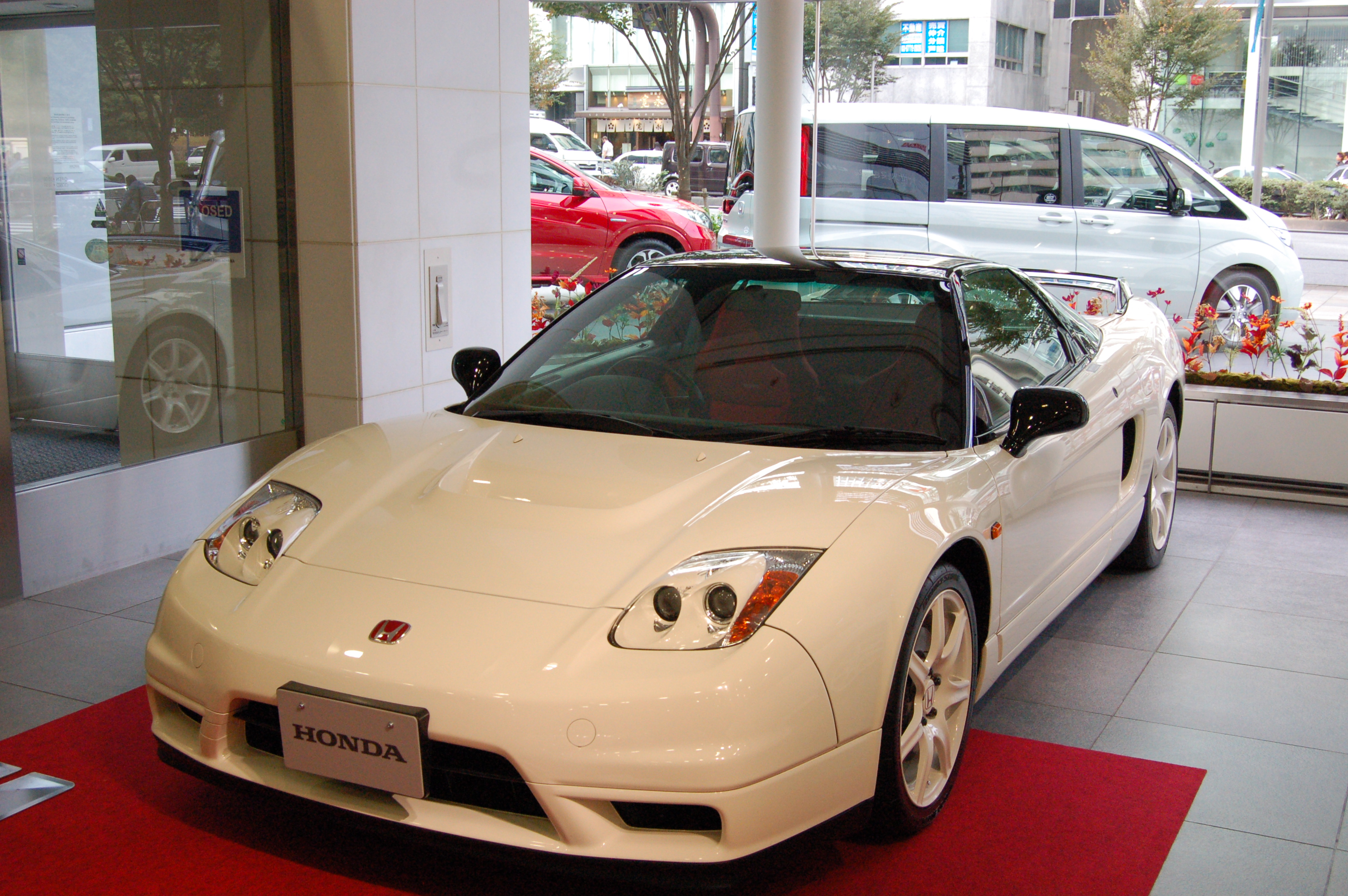
NSXタイプR（2002年モデル）

## エンジン仕様
|                  | C30A型                                                                | C32B型                            |
| ---------------- | --------------------------------------------------------------------- | --------------------------------- |
| エンジン種類     | 水冷V型6気筒横置き                                                    | 水冷V型6気筒横置き                |
| 弁機構           | DOHCベルト駆動 吸気2 排気2 VTEC                                       | DOHCベルト駆動 吸気2 排気2 VTEC   |
| 排気量           | 2,977 cc                                                              | 3,179 cc                          |
| 内径×行程        | 90.0 mm×78.0 mm                                                       | 93.0 mm×78.0 mm                   |
| 圧縮比           | 10.2                                                                  | 10.2                              |
| 最高出力         | - 206 kW (280 PS) / 7,300 rpm (MT) - 195 kW (265 PS) / 6,800 rpm (AT) | 206 kW (280 PS) / 7,300 rpm       |
| 最大トルク       | 294 N·m (30.0 kgf・m) / 5,400 rpm                                     | 304 N·m (31.0 kgf・m) / 5,300 rpm |
| 燃料供給装置形式 | 電子制御燃料噴射式 (PGM-FI)                                           | 電子制御燃料噴射式 (PGM-FI)       |
| 使用燃料種類     | 無鉛プレミアムガソリン                                                | 無鉛プレミアムガソリン            |
| 燃料タンク容量   | 70リットル                                                            | 70リットル                        |

## 製造・販売
1990年の生産開始にあわせてアルミニウムを電気溶接する際の電力消費を補うため、工場敷地内に発電所を備えた専用生産工場を、栃木県塩谷郡高根沢町にホンダ栃木製作所高根沢工場として建設した。当時の日本ではバブル景気が続いており、NSXは発売当初、3年先まで予約の入る人気となり、中古車が新車を上回るプレミア価格で販売されるという現象もみられた。これに対し、ホンダはNSXを約半年で納車できるようにするために製造工員を倍にしての二交代体制を敷き、1日あたり25台の生産数を倍にする増産体制をとった。
しかしながら直後にバブル崩壊を迎え、発売翌年の1991年（平成3年）になるとキャンセルが相次ぐ事態となった。生産台数は1991年をピークに減少傾向となり、販売開始から10年が経った21世紀以後の年間生産台数は日本国内外合わせて年間300台程度に下落した。
2004年4月にホンダの完成車一貫生産構想に基づき、高根沢工場での生産を終了し、三重県鈴鹿市にある鈴鹿製作所の少量車種専用ライン、TDライン（Takumi Dreamライン）へ生産を移管した。一方、製造は完全受注生産であり、ほとんどを手作業で製造されることから納車には2か月 - 3か月半を要していた。この頃、月間生産数はわずか10台ほど（日本向けはその半分程度）まで減少していた。
2005年7月の生産終了発表以降は駆け込み需要で注文が殺到し、わずか1週間ほどで生産予定枠の注文数を満たしたことから早々に販売受付が打ち切られた。
生産ラインは閉じられたが、経年車を生産工場に戻し、新車時の性能や質感を蘇らせる「NSXリフレッシュプラン」が継続されている。
バブル景気で予約が殺到した日本に加えて日本国外でも高い評価を得たNSXは、日米欧で累計1万8734台を販売、そのうち日本での販売台数は7415台であった。うち6000台余りが1991年以前の初期モデルである。
現在の中古車市場におけるNSXの価格は、2005年の生産終了前後から状態の良いものには高値が付くことが多い（とりわけタイプRでは顕著）。2007年の段階で6600台ほどが現存していたという。
2010年型が開発・試作生産されていたが、リーマンショックに伴い白紙撤回。試作車は破棄され、後のHSV-010のベースとなる。

## レース活動
元々レース参戦用のホモロゲーションを考慮した車両ではなかったため、1990年の発表当初はレース活動には全く使用されず、エンジンのみが改造され1990年より3年間アメリカのIMSAに参戦 (ACURA-SPICE SE90CL) し、キャメル GTP Lightクラスにおいてドライバーズ、マニュファクチャラーズの両タイトルを3年連続で獲得している。
1992年のタイプR投入以後から、それをベース車両として徐々に日本国内外でレース活動を行うようになる。1993年から2年間はドイツ国内レースの「ADAC GT CUP」（ドイツツーリングカー選手権 (DTM) よりも改造範囲が限定された市販車により近いカテゴリー）に投入し、BMWやポルシェらと戦い優勝もしたが、日本国外のローカルレースのために日本国内ではそれほど話題にはならなかった。しかし、その車両を改良し1994年から3年間にわたってル・マン24時間レースに参戦した際は、日本人レーシングドライバーも多数登用されたこともあって日本国内においても話題となった。1994年はル・マン24時間レースなどの耐久レースで実績を持つクレマー・レーシングと組んで参戦し、相次ぐ駆動系トラブルに苦しみながらも14、16、18位と全車完走した。1995年はGT1クラスにワークス・チーム、GT2クラスにチーム国光と中嶋企画のプライベートチームが参戦し、チーム国光がGT2クラス優勝（ドライバーは高橋国光/土屋圭市/飯田章）を果たした。1996年はGT2クラスにチーム国光のみが参戦し、クラス3位を獲得した。しかしこの年を最後にNSXはル・マンから去っている。
ル・マン24時間レースに参戦したマシンは、全てイギリスのTCPが製造していた。1995年にGT1クラスにエントリーした「NSX GT1」は、車体剛性を高める目的でタルガトップの「NSX-T」をベースとして製作され、さらに高速走行時の安定を図るためにロングテール仕様となっており、3台中1台はターボエンジンを搭載していた。しかしGT1クラスはトラブルや深夜のクラッシュなどで全く成績を残せず、1年で姿を消している。
改造範囲が限定された市販車により近いスーパー耐久にも参戦しているほか、全日本ジムカーナ選手権でも1999年・2004年・2005年に山野哲也がシリーズチャンピオンを獲得するなどの活躍を見せている。日本国外においてはニュルブルクリンク24時間レースに2003年から毎年参戦している。

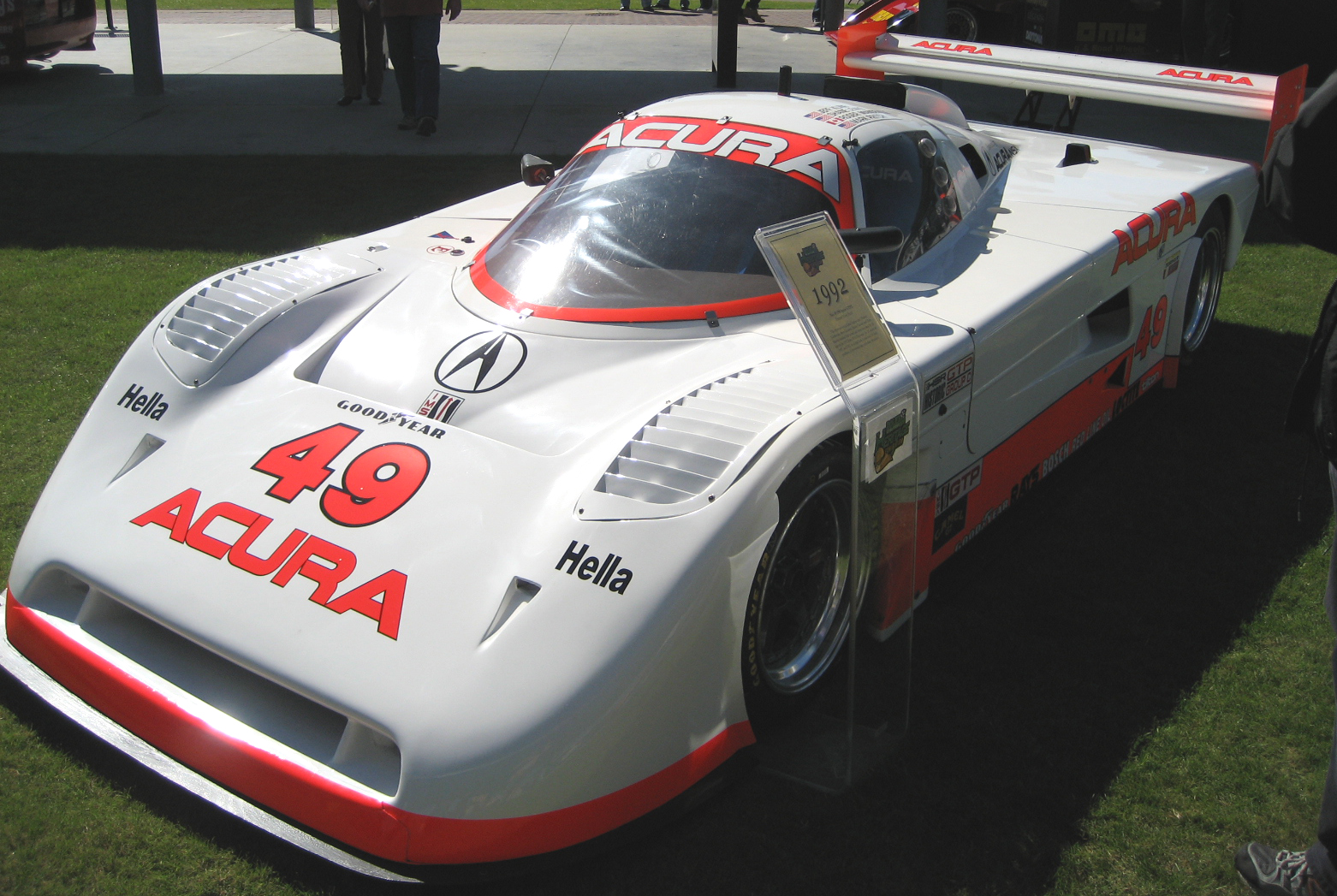
ACURA-SPICE SE90CL
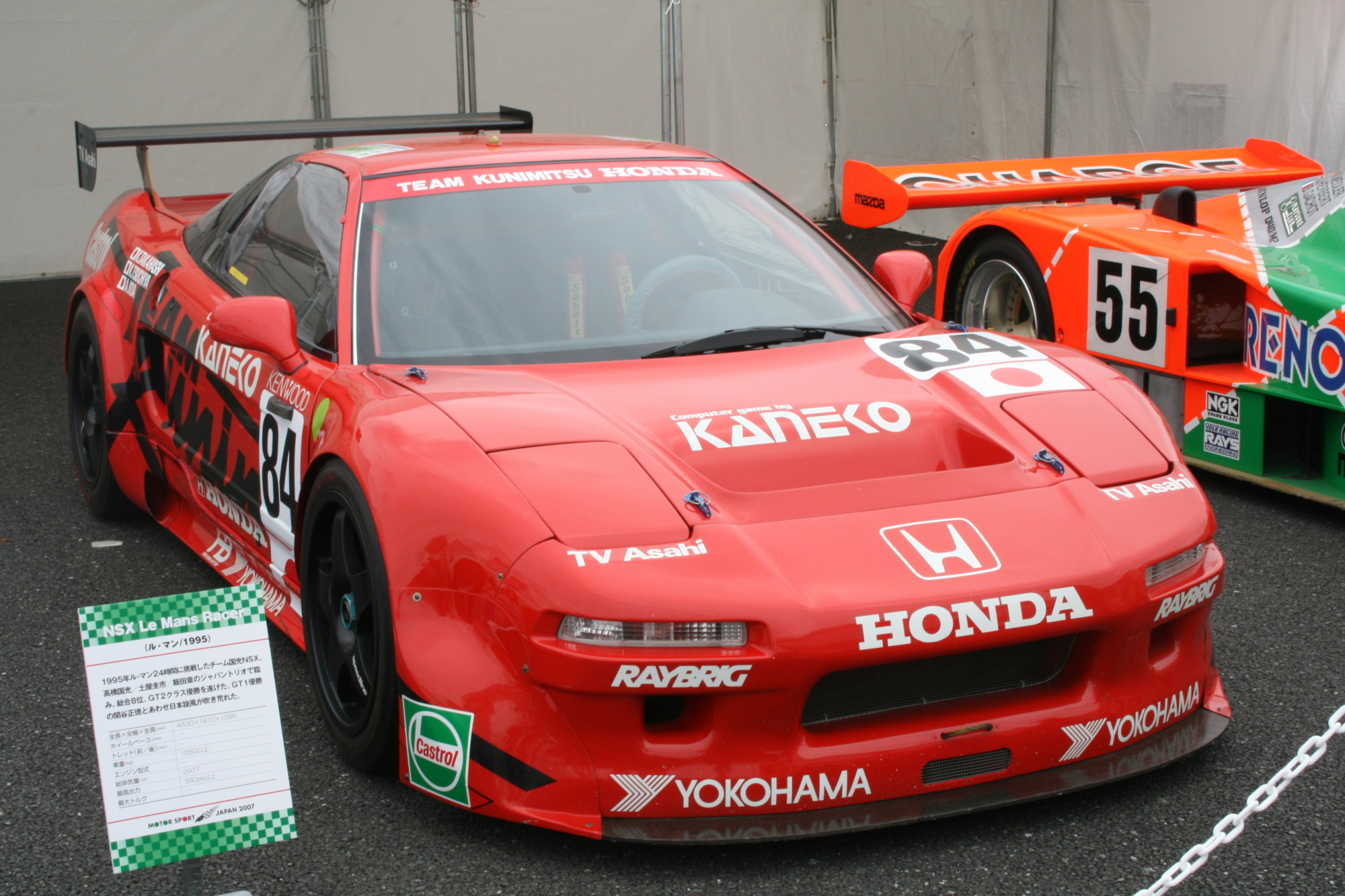
ル・マン24時間レース参戦車両 （1995年 GT-2優勝車両）
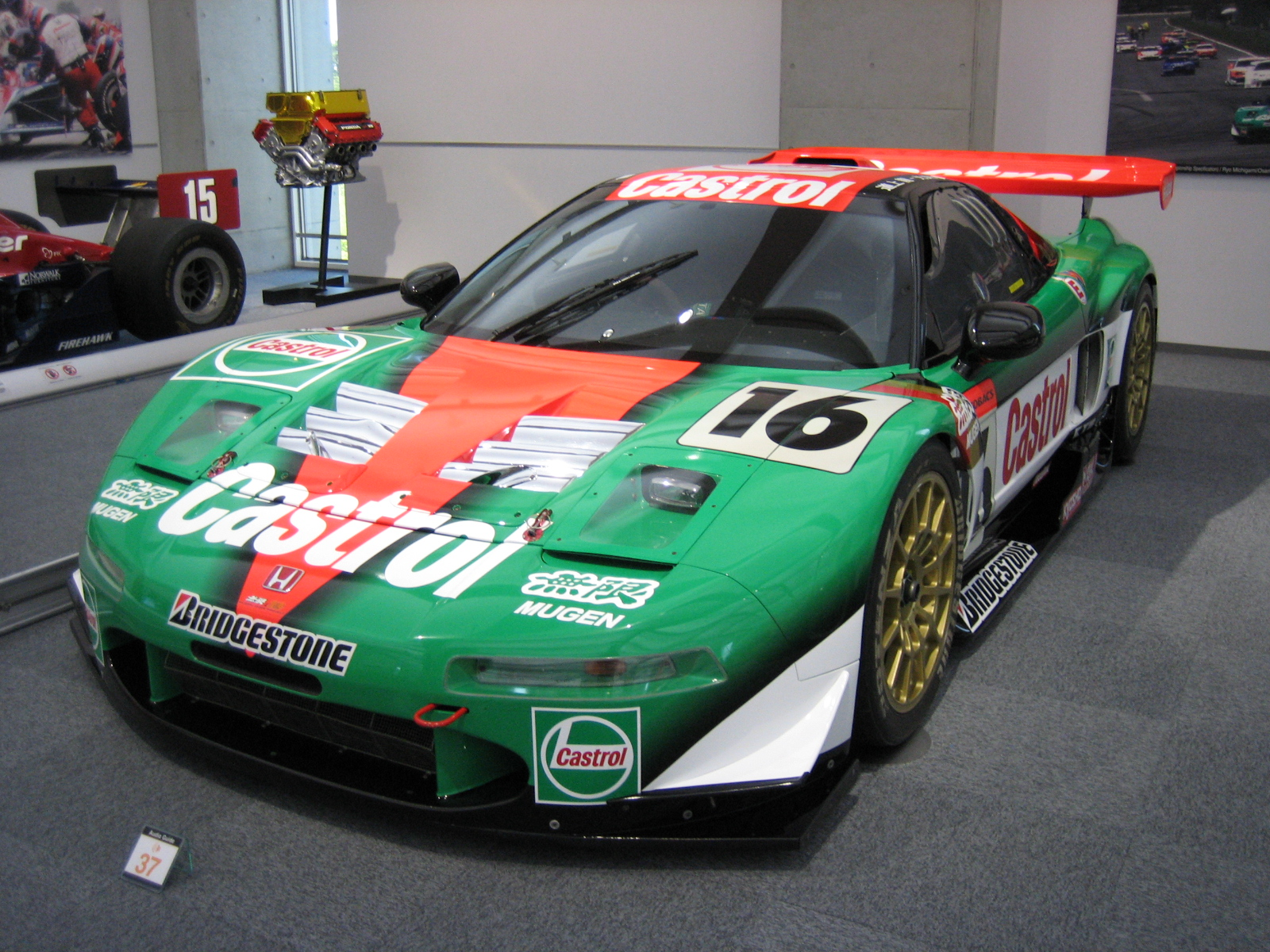
2000年GT500チャンピオン車両

### JGTC / SUPER GT
1996年からは、市販車レース国内最高峰の全日本GT選手権 (JGTC) に参戦を開始した。参戦初年度はル・マンGT2車両を使用したが、翌年よりN-GT車両を使用した。そして、2000年にはGT500クラスで（ドライバーは道上龍）、2004年にはGT300クラスで（ドライバーは山野哲也/八木宏之）年度チャンピオンを獲得しているが、ミッドシップ車に対しての不利なレギュレーションに悩まされて、その後は良い結果が残せなくなった。2004年のGT500クラスには、それまでのC32B改に代えてC30Aにターボを装着したエンジンを投入したが、結果としてマシンの重量バランスが崩れる・冷却系のレイアウトに無理が出るなどの問題を抱え不振に終わり、2005年のシーズン途中にはエンジンを元に戻すことになる。当時の開発リーダーだった白井裕（後に日本レースプロモーション社長）は「エンジンをターボ化するという私の判断が間違っていた」と自らの非を認めている。
選手権の名称が「SUPER GT」となった2005年よりベース車両をNSXタイプR GTに変更した結果、コンスタントに優勝を飾るなどして復調のきざしが見え、2007年には再びGT500クラスで年度チャンピオンを獲得した（ドライバーは伊藤大輔/ラルフ・ファーマン）。また、同年の開幕戦（鈴鹿サーキット）の公式予選にて伊藤大輔が1分49秒842を記録し、それは2014年に車両規定が大幅に変更されるまで更新されることは無かった。しかしそれ以降は再度不利な状況が続き、2009年を最後にSUPER GTから撤退することが表明された。RAYBRIG NSX、ARTA NSX、KEIHIN NSX、TAKATA 童夢 NSX（2009年シーズンのみROCK ST☆R 童夢 NSX）、EPSON NSXなどのマシンでホンダは出場してきたが、2010年からは、新型車両「ホンダ・HSV-010」で参戦することとなった。なお、当車の2009年モデルの足回りはGT300仕様のCR-Zに流用されている。

#### エンジン諸元
- 型式 - C32B改
- 気筒数・角度 - V型6気筒・90°
- 弁機構 - DOHC ベルト駆動 吸気2 排気2
- 排気量 - 3,396 cc
- リストリクター - φ28.8×2（第1 – 6戦）→φ29.1×2（第7 – 9戦）
- 最高出力 - 370 kW (500 PS) 以上
- 最大トルク - 392 N·m (40.0 kgf·m) 以上
- マネージメントシステム - ホンダ・PGM-FI

## パトカー

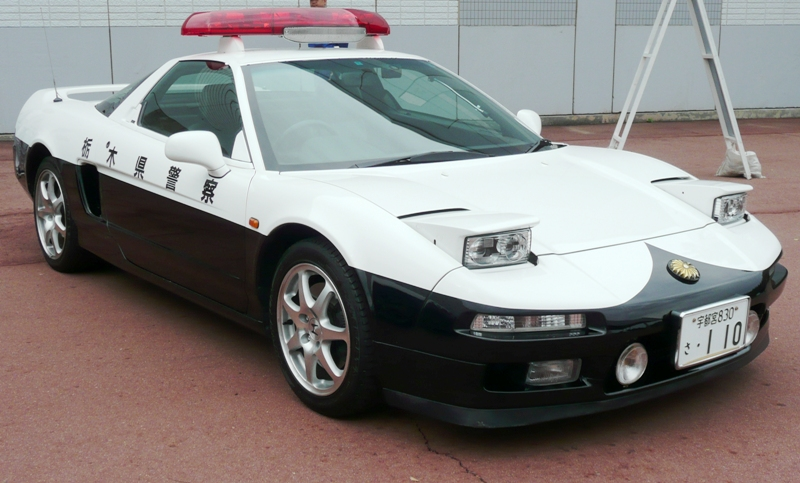
NSXのパトカー

1992年、ホンダから栃木県警察にNA1型のパトカーが寄贈された。同車は高速道路交通警察隊に配備されていたが事故で廃車となったため、その後継として1999年、ホンダからNA2型のパトカーが改めて寄贈された。
DIN規格のオーディオスペースがないため、サイレンアンプおよびストップメーターは助手席に装備される。警察車両では珍しく希望ナンバーで「・110」を取得している。
NA2型のパトカーは2019年現在も現役で、県内で警察関係の啓発イベントがある際にはしばしば出動、展示される。